# В чём дело, док?
«В чём дело, док?» (англ. What’s Up, Doc?) — американская романтическая эксцентрическая комедия режиссёра Питера Богдановича, вышедшая на экраны в 1972 году.

## Сюжет
В одном из отелей Сан-Франциско произошла путаница с четырьмя чемоданами, в одном из которых находятся драгоценности, в другом — секретные документы, в третьем — камни музыковеда Ховарда Баннистера, а в последнем — вещи девицы без комплексов Джуди. В дело впутываются бандиты, которые желают заполучить драгоценности, и секретные службы, не желающие, чтобы документы попали в чужие руки. Но из-за Джуди, которая всего лишь хочет вернуть свои вещи, чемоданы никак не могут вернуться их хозяевам, к тому же ей приглянулся Баннистер, — и её влюблённость и наивность каждый раз мешают распутать эту ситуацию.

## Актёрский состав
- Барбра Стрейзанд — Джуди Максвелл
- Райан О’Нил — Ховард Баннистер
- Мэдлин Кан — Юнис Бёрнс
- Кеннет Марс — Хью Саймон
- Остин Пендлтон — Фредерик Ларраби
- Майкл Мерфи — мистер Смит
- Филип Рот — мистер Джонс
- Соррелл Бук — Гарри
- Штефан Гираш — Фриц
- Мэйбл Альбертсон — Миссис ван Хоскинс
- Лиам Данн — судья Максвелл
- Рэнди Куэйд — профессор Хоскит

## Награды и номинации
- 1973 — номинация на премию «Золотой глобус» лучшей актрисе-дебютантке (Мэдлин Кан).
- 1973 — премия Гильдии сценаристов США за лучшую оригинальную комедию (Бак Генри, Дэвид Ньюман, Роберт Бентон).